# Trachemys dorbigni
Espèce
Synonymes
- Emys dorbigni Duméril & Bibron, 1835
- Pseudemys dorbignyi brasiliensis Freiberg, 1969

Trachemys dorbigni est une espèce de tortue de la famille des Emydidae.

## Répartition
Cette espèce est endémique du centre-sud de l'Amérique du Sud. Elle se rencontre :
- dans le nord de l'Argentine dans les provinces de Buenos Aires, du Chaco, de Corrientes, d'Entre Ríos et de Santa Fe ;
- en Uruguay ;
- dans le sud du Brésil dans les États de Rio Grande do Sul et de Santa Catarina.

## Publication originale
- Duméril et Bibron, 1835 : Erpétologie Générale ou Histoire Naturelle Complète des Reptiles, vol. 2. Librairie Encyclopédique de Roret, Paris, p. 1-680 (texte intégral).